# Corigliano d’Otranto
Corigliano d’Otranto község (comune) Olaszország Puglia régiójában, Lecce megyében.

## Fekvése
A Salentói-félszigeten fekszik, Leccétől délre, Otrantótól nyugatra.

## Története
A települést valószínűleg a messzápok vagy a rómaiak alapították, erre számos régészeti lelet utal. Első említése 1192-ből származik, amikor Tankréd király egy bizonyos Pietro Indinek ajándékozta a vidéket.

## Népessége
A lakosság számának alakulása:

## Főbb látnivalói
- San Nicola di Mira-templom (17. század)
- Santa Maria dell’Addolorata-templom (19. század)
- Madonna delle Grazie-templom (17. század)
- Madonna degli Angeli-kápolna (16-17. század)
- San Leonardo-kápolna (15. század)
- Palazzo Comi (18. század)